# Natalio Vázquez Pallares
José Natalio Vázquez Pallares (Coalcomán, Michoacán; 1 de enero de 1913-Distrito Federal, 26 de marzo de 1981) fue un abogado, académico, político y activista michoacano comprometido con el cardenismo y el agrarismo. Es conocido por haber sido el rector más joven de la Universidad Michoacana de San Nicolás de Hidalgo.  

## Familia y juventud
José Natalio fue el tercer hijo del matrimonio entre Natalio Vázquez Sánchez, hijo de campesinos provenientes de Chavinda (Michoacán) que migraron a Coalcomán a mediados del siglo XIX, y de Reynalda Pallares, parte de una familia involucrada en la administración pública local: era hija de José Natividad Pallares, éste, a su vez, de Antonio Pallares, que ejerció varios puestos en el Distrito de Coalcomán; y de Francisca Chávez, cuyo padre, José María Chávez, se desempeñó como Juez de Primera Instancia.
En 1910 su padre fue elegido como alcalde segundo del Ayuntamiento de Coalcomán, y debido al poder político de la familia de su esposa, se desempeñó más tarde como Juez menor municipal.
Vázquez Pallares asistió a la Escuela Mariano Matamoros, ubicada en la localidad, al tiempo que acompañaba a su padre en las labores agrícolas, quien fue asesinado el 1.º de mayo de 1924 mientras atendía la tienda que poseía la familia, de modo que Natalio se vio en la necesidad de trabajar para sostener a sus hermanos, primero como escribiente en la Administración de Rentas, luego como ayudante en el Juzgado de Primera Instancia, y después con su tío, Rogelio Pallares, en el Registro Civil.
En 1928 Natalio se trasladó a Morelia para iniciar sus estudios de bachillerato en lo que hoy es el Colegio Primitivo y Nacional de San Nicolás de Hidalgo, esto con la ayuda del profesor Rafael Vázquez, pariente de su padre. Dentro del colegio se desempeñó como presidente del Consejo Estudiantil, donde insistió en la realización de una reforma administrativa y académica que coadyubara con los procesos de transformación que se vivían en el estado y en el país. Por ese tiempo, durante el rectorado de Jesús Díaz Barriga en la Universidad Michoacana de San Nicolás de Hidalgo, se establecieron los «cafés nicolaitas institucionalizados»: en ellos surgían debates sobre diversos temas, por lo que diversos grupos estudiantiles participaban —entre ellos, Natalio—; en estos se dieron los primeros encuentros con el gobernador Lázaro Cárdenas, que a veces se unía con los universitarios.

## Trayectoria
La trayectoria política de Vázquez Pallares tuvo su despegue definitivo el 4 de agosto de 1931, cuando, como representante del estudiantado nicolaita, solicitó al Congreso de Michoacán, en la sesión del día, la supresión de la Escuela Libre de Derecho, con el argumento de ser el refugio de conservadores que consiparaban contra las políticas desplegadas por el general Cárdenas.
En 1931 completó sus estudios de bachillerato y al año siguiente ingresó a la Escuela de Medicina, donde cursó tan solo el primer año debido a una enfermedad que le impidió seguir estudiando. En cambio, se inscribió a la Escuela de Jurisprudencia. En 1932, junto a Alejandro Rábago y José Chávez, entre otros compañeros, fundaron el periódico Diferente, centrado en asuntos universitarios, problemas sociopolíticos, etc.
En 1933 Vázquez Pallares se trasladó a Jalisco para continuar sus estudios de Jurisprudencia en la Universidad de Guadalajara, no sin antes acudir a la Escuela Preparatoria de Jalisco para solicitar que se revalidaran sus estudios preparatorios. Por ese tiempo empezaba una huelga en contra de la ejecución de las resoluciones del Primer Congreso de Universitarios, por lo que Natalio se unió a los antihuelguistas y fundó con ellos el «Centro de Estudios Sociales y Económicos», del cual se formarían las delegaciones que asistieron al «Primer Congreso Nacional de Estudiantes Socialistas» —realizado en 1934 en Tabasco—, en el cual Vázquez Pallares se integró al «Congreso Directivo Local de la Confederación de Estudiantes Socialistas de México». Del mismo modo, una delegación de ese centro participó en la toma de protesta del presidente Lázaro Cárdenas, quien los apoyó en el intención de instaurar la educación socialista en la UdeG.
El 16 de diciembre de 1934, a iniciativa de Vázquez Pallares, se fundó el «Frente de Estudiantes Socialistas de Occidente» (FESO) y fue nombrado como su primer secretario general. Las actividades de FESO se enfocaron principalmente en promover la política de Cárdenas. Ejemplo de ello es la solicitud que se le hizo al gobernador de Jalisco de ese momento, Sebastián Allende, para abrir la Universidad Socialista de Occidente. Uno de los objetivos de Natalio en el FESO era construir un bloque estudiantil continental y antiimperialista. Es así que el 20 de agosto de 1936 fue celebrado el «Primer Congreso Internacional de Estudiantes Antiimperialistas», en Guadalajara, donde participaron delegaciones de varios países de América y se constituyó la «Confederación de Estudiantes Antiimperialistas de América», siendo Vázquez Pallares electo como su Secretario General.
En 1937 Natalio regresó a Morelia para continuar con sus estudios de Jurisprudencia en la Universidad Michoacana, donde se encargó al mismo tiempo del «Departamento de Extensión Universitaria» de la universidad. Después de varios meses, Vázquez Pallares solicitó que se aceptara como su tesis un ensayo de interpretación constitucional llamado La educación Socialista, con el objetivo de recibir el grado de Derecho. El 12 de febrero de 1938 se le aplicó el examen profesional ante un jurado. Después de licenciarse, impartió clases en la universidad sobre diversos temas, como Economía política y Derecho civil, entre otros.
En 1938 Natalio se encargó de formular un proyecto con el objetivo de que se aplicaran los postulados de la educación socialista asumidos en la constitución desde 1934 en la Universidad Michoacana; sus propuestas de reforma tuvieron el apoyo, tanto de estudiantes como de administradores del estado, que el rector José Gallegos del Río contempló renunciar para que el Estado tuviese la riendas del provenir universitario. En 1939, grupos de estudiantes afines a Vázquez Pallares invitaron al gobernador de Michoacán, Gildardo Magaña, al café nicolaita, con el fin de darle a conocer la reforma; el gobernador terminó por concederles el apoyo a sus aspiraciones y el 5 de febrero fue entregada simbólicamente la Universidad a los estudiantes. El 9 de febrero de 1939, al renunciar José Gallegos a la rectoría, el secretario de Gobierno estatal le concedió el nombramiento de rector interino a Vázquez Pallares —apenas cumplidos los 26 años—, acatando las instrucciones del gobernador.

### Rector de la UMSNH (1939-1940)
Al inicio de su regencia se llevaron a cabo diversas reformas universitarias. Fundamentalmente, se elaboró una Ley Orgánica —algo inspirada en la ley vigente de la Universidad de Guadalajara— en la que se les otorgaba a los estudiantes mayor representación dentro de los órganos de gobierno universitarios y se ajustaba la ideología de la institución con la educación socialista; fue, de tal modo, promulgada el 13 de marzo de 1939. Aunque algunos preceptos nunca fueron seguidos se garantizó que la Universidad Michoacana, al ser una institución pública, se adaptaría a las normas del artículo 3.º de la Constitución mexicana. Por otra parte, se reglamentaron los procesos de inscripción y continuidad de los estudiantes y las relaciones laborales universitarias, así como se promovieron actividades académico-culturales con la Casa de España en México y la incorporación de profesionistas españoles asilados en el país, etc. Se trabajó en la iniciativa de aumentar los salarios, incrementar las becas, mejorar las bibliotecas... con lo que así, Vázquez Pallares se afianzó lo suficiente para que su rectorado, en vez de ser uno sustituto pasara a uno definitivo —de cuatro años— y fuera apoyado por Lázaro Cárdenas con infraestructura y mobiliario.
Al finalizar los cursos de la «Universidad de Primavera Vasco de Quiroga», impartidos entre el 9 de mayo al 7 de junio de 1940 y orientados a promover la movilidad estudiantil y profesional de algunas instituciones de educación superior para el intercambio de conocimientos y experiencias, inició una potente campaña con motivos políticos para derrocar a Vázquez Pallares de la rectoría, con el argumento de haber, supuestamente, incumplido sus promesas de reforma; Natalio era de los hombres más allegados al general Félix Ireta, en ese momento gobernador electo de Michoacán para el periodo 1940-1944, y se asumía que al tomar protesta nombraría como secretario de gobierno a Vázquez Pallares, lo que, a mediano plazo, lo catapultaría como futuro gobernador. Ante la tensión en la universidad, el gobierno del estado tuvo que intervenir para buscar un acuerdo con las organizaciones estudiantiles, al servicio de políticos y profesionistas que pedían la destitución del gobernador, pero no se llegó a ningún arreglo. El 20 de agosto de 1940 Vázquez Pallares se reunió con el Consejo Universitario para, entre otros motivos, se atendieran varias demandas de los alumnos, sin embargo, el objeto del consejo se volcó hacia la figura de Vázquez Pallares, puesto que los consejeros, en su mayoría estudiantes —como así lo estipulaba la nueva ley orgánica— exigieron su renuncia inmediata, en una sesión sumamente tensa, con lo que Vázquez Pallares tuvo que dictar la suspensión total de las actividades de la institución. En consecuencia, tuvo que solicitar licencia para dejar el cargo en tanto que la «Comisión de Honor y Justicia» del Consejo Universitario impusiera sanciones a los estudiantes; quedó como rector interino Esteban Figueroa, quien intentó atender la controversia, del mismo modo que buscó Félix Ireta una solución negociada, pero sin éxito. En vista de la imposibilidad de lograr un acuerdo, el 18 de septiembre de 1940 Natalio Vázquez Pallares presentó su renuncia formal como rector de la Universidad Michoacana de San Nicolás de Hidalgo.

### Carrera posterior
El mismo día de su dimisión como rector, el ya gobernador de Michoacán, Félix Ireta, nombró a Vázquez Pallares Procurador General de Justicia. Por ese tiempo se desempeñó también como profesor de Economía política en la Escuela Normal.
En 1945 fungió como abogado en el «Departamento Jurídico de Petróleos Mexicanos», y entre 1949 a 1952 ejerció como diputado federal en la XLI Legislatura, donde denunció los contratos-riesgo de perforación otorgados por el gobierno de Miguel Alemán a empresas estadounidenses —estos consistían en la entrega del 15 % de petróleo extraído si las empresas hallaban y explotaban el petróleo al explorar ciertas zonas del Golfo de México—; se consideraron, finalmente, ilegales en 1960.
Entre 1953 y 1957 se desempeñó como jefe del «Departamento de Profesiones del Estado de Michoacán», y en 1958 fue electo senador del Congreso de la Unión, donde luchó en favor del agrarismo y logró la creación de resineras ejidales en la Meseta Purépecha, Charo e Hidalgo (Michoacán), así como un ejido forestal en Varaloso (Coalcomán).
En 1964, sirvió al gobernador de Michoacán, Agustín Arriaga, como secretario particular. Al año siguiente, fue designado Embajador de México en Yugoslavia, cargo que desempeñó hasta 1968. Entre 1971-1972 se incorporó al «Departamento de Asuntos Agrarios y Colonización»; en 1973 ocupó, hasta 1975, la «Subdirección General del Fondo Nacional de Fomento Ejidal»; de 1977 a 1978 se desempeñó como coordinador general del cuerpo consultivo de la Secretaría de la Reforma Agraria; y por esos años fungió como asesor de la «Comisión Coordinadora para el Desarrollo Agropecuario» del Distrito Federal.
Años después, mientras ocupaba el cargo de coordinador del Cuerpo Consultivo Agrario, orientó sus actividades a luchar como pacifista internacional al incorporarse al «Movimiento Mexicano por la Paz, el Antiimperialismo y la Solidaridad de los Pueblos», circunstancia que más tarde lo catapultaría a un cargo dentro de la presidencia del Consejo Mundial de la Paz.
Por último, Vázquez Pallares dirigió el «Centro de Estudios Históricos del Agrarismo en México», desde mayo de 1980 hasta el día de su muerte, el 26 de marzo de 1981, en el Distrito Federal —hoy, Ciudad de México—, intentando desarrollar una teoría general del agrarismo mexicano.

## Libros
- Hacia una reforma universitaria (1939)[24]
- Un nuevo régimen de propiedad y un pueblo (1945)[24]
- En defensa de la Revolución (1978)[24]

## Premios y honores
- El 18 de mayo de 1981, el Ayuntamiento de Morelia le entregó post mortem la Presea Generalísimo Morelos.
- El 12 de octubre de 1982, la Universidad de Guadalajara le otorgó post mortem el grado de «maestro emérito».[5]

### Toponimia
- Su pueblo natal y el municipio del que es perteneciente llevan sus apellidos: «Coalcomán de Vázquez Pallares»